# Kazimierz Piziak
Kazimierz Józef Piziak (ur. 23 lutego 1893 w Leżajsku, zm. 22 marca 1957 w Warszawie) – podpułkownik Wojska Polskiego.

## Życiorys
Urodził się 23 lutego 1893 w Leżajsku, w rodzinie Ignacego . Był członkiem leżajskiej Polskiej Drużyny Strzeleckiej.
W czasie I wojny światowej walczył w szeregach 2. kompanii VI batalionu I Brygady Legionów Polskich . Pełnił funkcję sekcyjnego . Zachorował na tyfus i 18 lutego 1915 leczył się w szpitalu w internacie Seminarium Nauczycielskiego w Kętach . Odnotowany w I Baonie Uzupełniającym, wyjechał na urlop (od 17 stycznia do 1 lutego 1916) do Leżajska, Sokołowa i Rzeszowa .
10 grudnia 1919 jako sierżant byłych Legionów Polskich został przyjęty do Wojska Polskiego, mianowany urzędnikiem ewidencyjnym w XI randze, powołany do czynnej służby na czas wojny i przydzielony do Sekcji Poborowej i Uzupełnień Ministerstwa Spraw Wojskowych. W latach 1923–1924 był przydzielony do Powiatowej Komendy Uzupełnień Ostrowiec na stanowisko II referenta. Z dniem 1 marca 1924 Prezydent RP przemianował go na oficera zawodowego w stopniu kapitana ze starszeństwem z dniem 1 grudnia 1920 i 19. lokatą w korpusie oficerów administracji, dział kancelaryjny. W październiku 1924 został przydzielony do Powiatowej Komendy Uzupełnień Piotrków na stanowisko I referenta. W sierpniu 1925 został przesunięty na stanowisko II referenta. W lutym 1926, w związku z wprowadzeniem nowej organizacji służby poborowej na stopie pokojowej został zatwierdzony w PKU Piotrków na stanowisku kierownika II referatu poborowego. Później został przesunięty na stanowisko kierownika I referatu administracji rezerw. Z dniem 30 września 1932 został przeniesiony do Dowództwa Okręgu Korpusu Nr II w Lublinie. W marcu 1934 został przeniesiony do korpusu oficerów piechoty z pozostawieniem na zajmowanym stanowisku w DOK II. Obowiązki służbowe łączył z funkcją komendanta lubelskiego oddziału Koła Żołnierzy VI Baonu I Brygady Legionów Polskich. W 1937, w związku w wejściem w życie nowej pragmatyki oficerskiej, ponownie został przeniesiony do korpusu oficerów administracji, grupa administracyjna. W 1939 pełnił służbę w Komendzie Rejonu Uzupełnień Lublin Powiat na stanowisku kierownika I referatu ewidencji.
Zmarł 22 marca 1957 w Warszawie. Został pochowany na Cmentarzu Wojskowym na Powązkach. Pośmiertnie został mianowany pułkownikiem.

## Ordery i odznaczenia
- Krzyż Niepodległości – 2 sierpnia 1931 „za pracę w dziele odzyskania niepodległości”[21][22][2]
- Krzyż Walecznych[23]
- Srebrny Krzyż Zasługi – 1938[18]